# Ga Lak Song MRT
Ga Lak Song (tiếng Thái: สถานีหลักสอง, RTGS: Sathani Lak Song, phát âm [sā.tʰǎː.nīː làk sɔ̌ːŋ]; mã BL38) là nhà ga trên cao thuộc Tuyến MRT xanh, mở cửa vào ngày 21 tháng 9 năm 2019. Nó nằm trên đường Phetchakasem.

## Bố trí ga
| U3 Sân ga   | Sân chờ, cửa sẽ mở cửa bên trái | Sân chờ, cửa sẽ mở cửa bên trái                              |
| U3 Sân ga   | Sân ga 2                        | Tuyến Xanh Dương hướng đi Hua Lamphong - Bang Sue - Tha Phra |
| U3 Sân ga   | Sân ga 1                        | Tuyến Xanh Dương ga cuối                                     |
| U3 Sân ga   | Sân chờ, sẽ mở cửa bên trái     |                                                              |
| U2 Quầy vé  | Quầy vé                         | Lối thoát 1-4, quầy vé, máy bán vé, cửa hàng                 |
| G Tầng trệt | -                               | Trạm xe buýt, Bang Khae Plaza, The Mall Bang Khae            |

## Thông tin ga
Ga Lak Song là ga trên cao và sử dụng sân chờ 2 bên. Nó có 4 lối thoát.

## Chỗ đỗ xe
Chỗ đậu xe tại ga Lak Song đang được xây dựng 7 tầng và tòa nhà 10 tầng nằm trên đường Phetchakasem.

## Trạm xe buýt
- Cục vận chuyển Bangkok
  - Phetchakasem 7 7ก. 80 81 84 84ก. 91 101 146 TFEX 147 157 163 164 165 169 171 175 509 547

## Liên kết
- Construction progress from MRTA in Oct. 2013 Lưu trữ ngày 11 tháng 8 năm 2016 tại Wayback Machine